# Žampach (Ústí nad Orlicí-i járás)
Žampach település Csehországban, az Ústí nad Orlicí-i járásban. Žampach Libchavy, Písečná, České Libchavy, Hejnice és Hnátnice településekkel határos. Lakosainak száma 293 fő (2024. január 1.).

## Népesség
A település lakosságának változását az alábbi diagram mutatja:
| Lakosok száma | 538  | 561  | 397  | 237  | 303  | 304  | 278  | 283  | 281  | 293  |
|               | 1869 | 1890 | 1921 | 1950 | 1980 | 2001 | 2017 | 2019 | 2022 | 2024 |